# Fernanda Maita
Fernanda Betzabeth Maita González (* 21. März 2003) ist eine venezolanische Leichtathletin, die im Weit- und Dreisprung an den Start geht.

## Sportliche Laufbahn
Erste internationale Erfahrungen sammelte Fernanda Maita im Jahr 2021, als sie bei den U20-Südamerikameisterschaften in Lima mit einer Weite von 11,87 m den achten Platz im Dreisprung belegte. Anschließend gelangte sie bei den U23-Südamerikameisterschaften in Guayaquil mit 12,62 m auf Rang vier und klassierte sich im Weitsprung mit 5,70 m auf dem achten Platz. Anfang Dezember wurde sie dann bei den erstmals ausgetragenen Panamerikanischen Juniorenspielen in Cali mit 13,09 m Fünfte im Dreisprung. Im Jahr darauf gewann sie bei den Juegos Bolivarianos in Valledupar mit 13,05 m die Silbermedaille hinter der Ecuadorianerin Liuba Zaldívar und anschließend belegte sie bei den U20-Weltmeisterschaften in Cali mit 13,30 m den vierten Platz.
In den Jahren 2021 und 2022 wurde Maita venezolanische Meisterin im Weit- und Dreisprung.

## Persönliche Bestleistungen
- Weitsprung: 5,96 m (−2,7 m/s), 19. August 2022 in Barquisimeto
- Dreisprung: 13,30 m (−0,1 m/s), 6. August 2022 in Cali